# 李周桓
李周桓（：／ Lee Joo-hwan，1967年8月20日—），大韓民國保守派政治人物，第21屆國會議員。